# OTMA
OTMAは、ロシア帝国最後の皇帝ニコライ2世と皇后アレクサンドラ・フョードロヴナの4人の娘が時々使用していた言葉。出生順に各皇女の名前の最初の文字から作成されたグループの愛称だった。

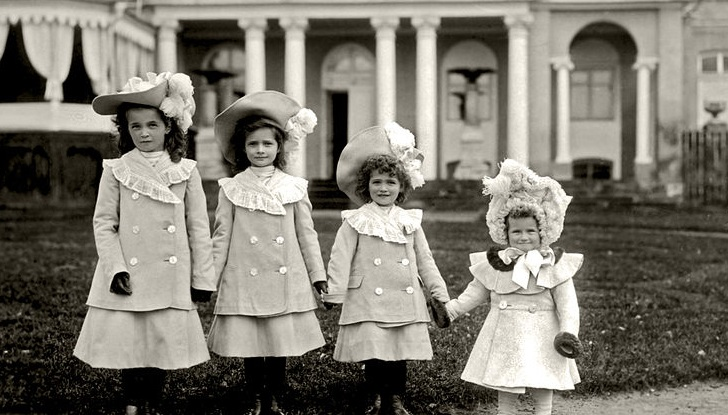
左からオリガ、タチアナ、マリア、アナスタシア（1903年）

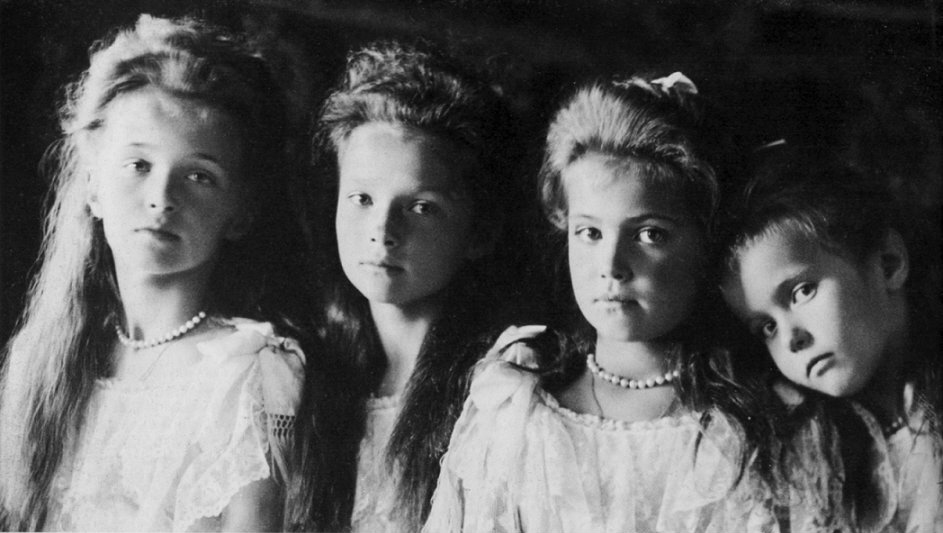
左からオリガ、タチアナ、マリア、アナスタシア（1906年）

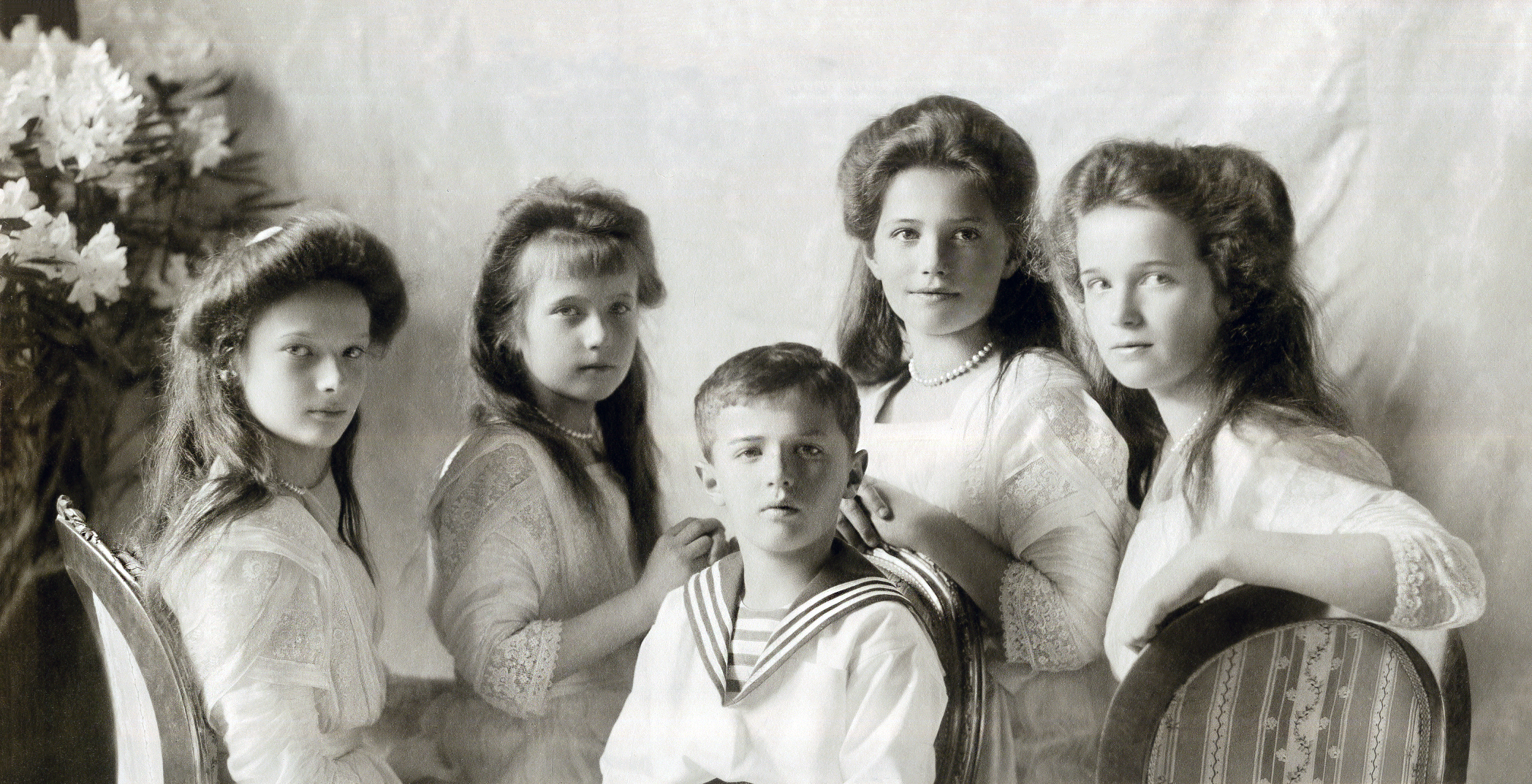
左からタチアナ、アナスタシア、アレクセイ、マリア、オリガ（1910年）

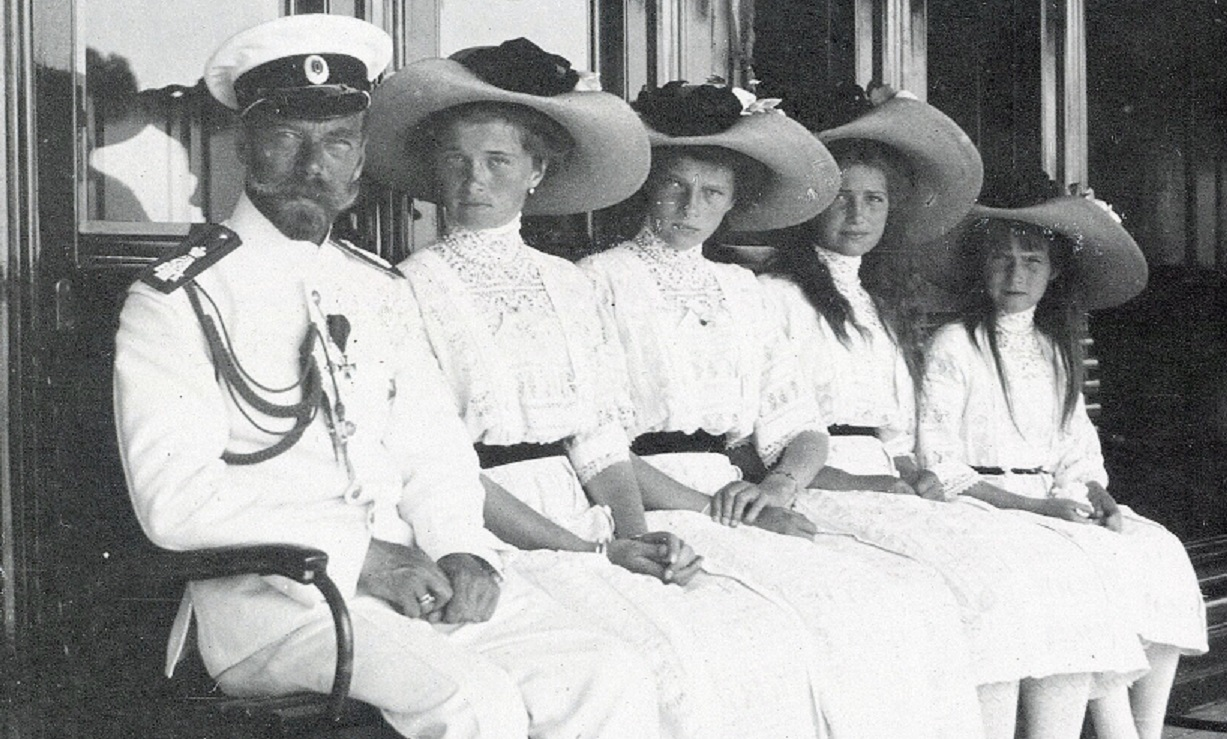
皇室ヨット『スタンダルト』号にて。左からニコライ2世、オリガ、タチアナ、マリア、アナスタシア（1913年頃）

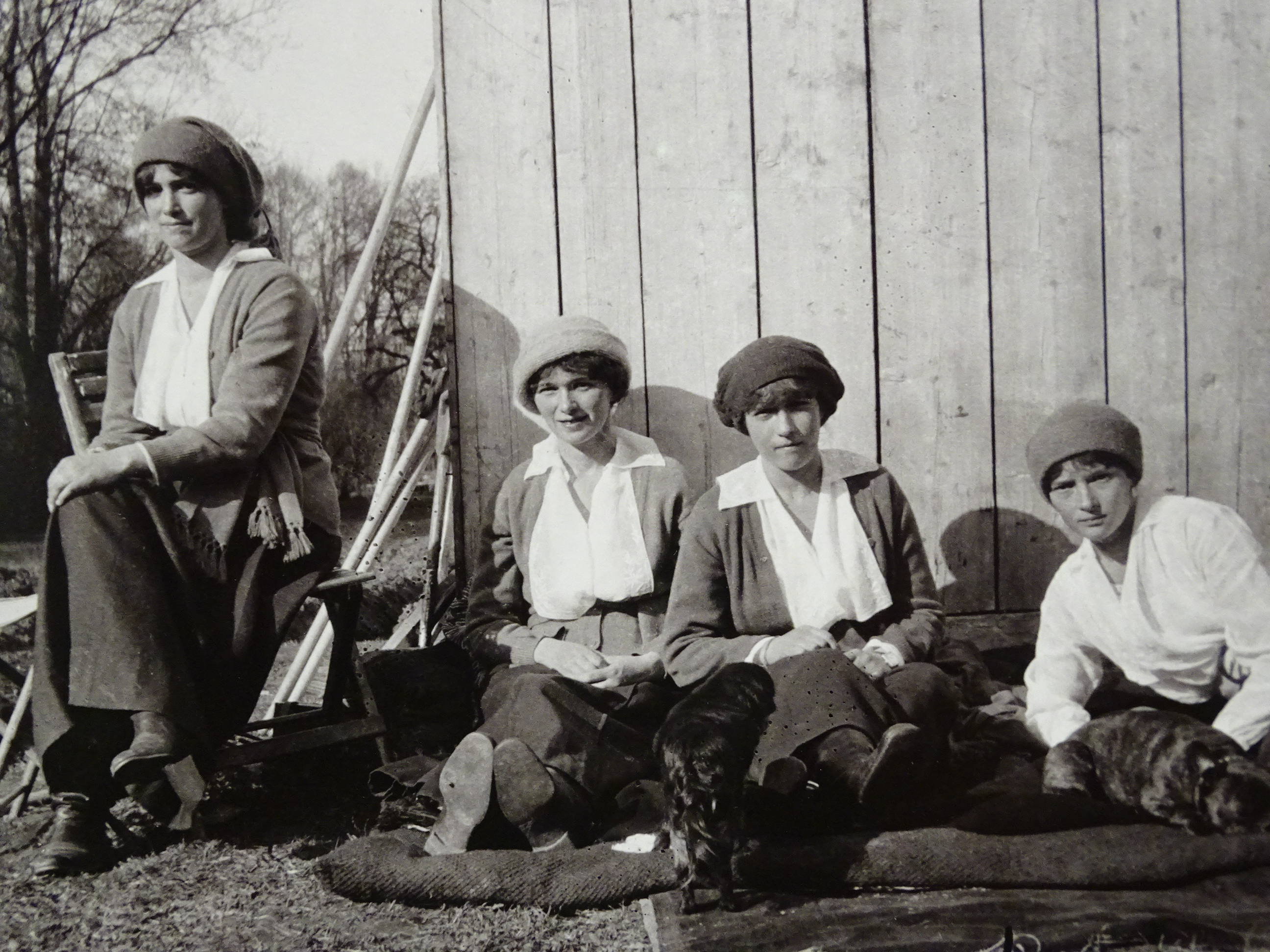
ツァールスコエ・セローにて。左からマリア、オリガ、アナスタシア、タチアナ（1917年）

- Ольга - オリガ・ニコラエヴナ（1895年11月15日 - 1918年7月17日）
- Татьяна - タチアナ・ニコラエヴナ（1897年6月10日- 1918年7月17日）
- Мария - マリア・ニコラエヴナ（1899年6月26日 - 1918年7月17日）
- Анастасия - アナスタシア・ニコラエヴナ（1901年6月18日 - 1918年7月17日）

## 宮廷での暮らしぶり
オリガとタチアナ、マリアとアナスタシアはそれぞれ1つの寝室を共用しており、とても仲が良かった。4人の結束の強さを表現するために彼女達は日記に略称を記名していた。そして、十月革命の後は抑留地から自分達の親戚や友人へ手紙を出す時に、連名のサインとして使用していた。
両親とは別に2階に部屋を構えていた。「育児室」は宮殿の他の部分から独立して機能し、彼女達は専用の使用人を抱えていた。母親のアレクサンドラが英語を話していたために、彼女達はロシア語と同じぐらい快適に英語を話す事が出来た。安全上の理由から、宮廷は警備施設や警察に囲まれており、一般人が近寄る事はほぼ不可能であった。それは新たな出会いを困難とさせてしまい、姉妹間の結束は強かった。

## 4姉妹の特徴

### オリガ
オリガは4姉妹の中で最も勉強が出来たが、唯一ぶっきらぼうで頑固なところがあり、「悪いマナー」を持っている傾向があった。宮殿の外側に友人を作り、維持するために懸命に努力した。ロシア革命時に両親が持たれている一般的な負のイメージを知り、苦しんだ。

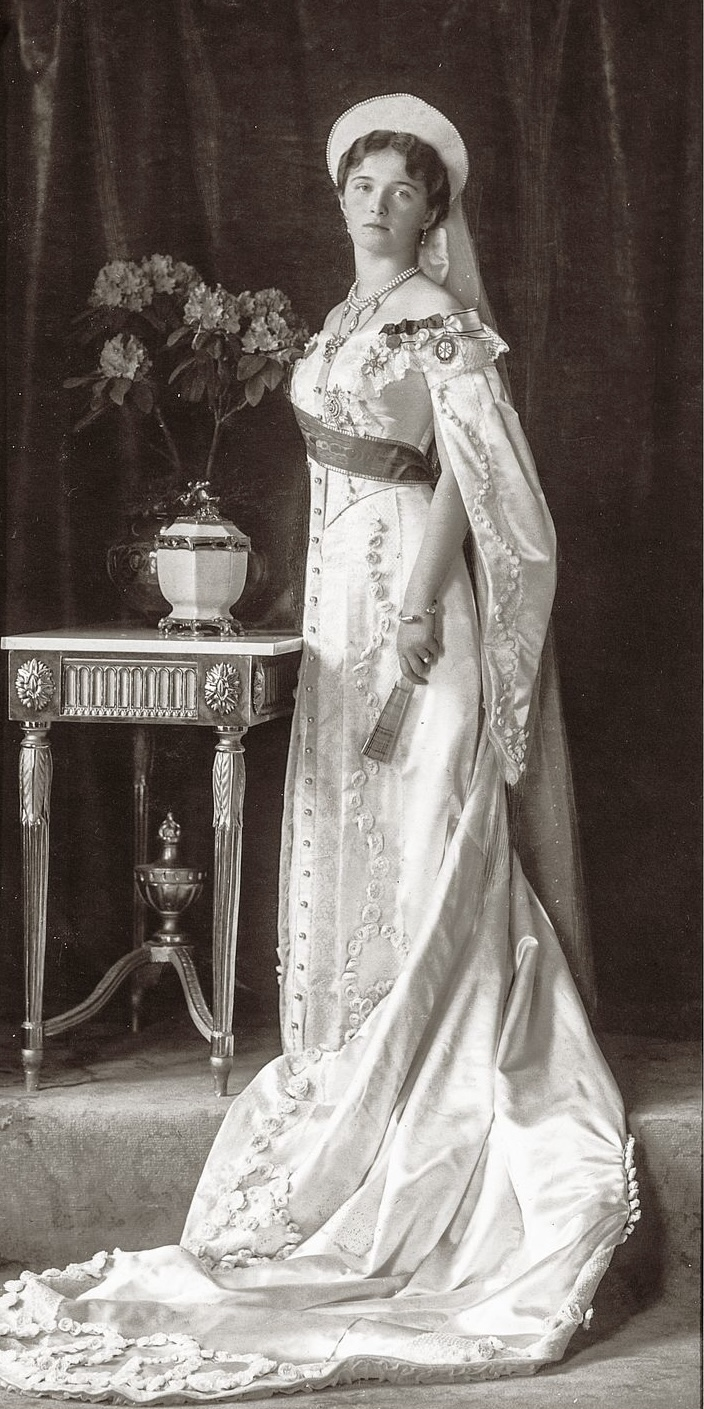
1913年、オリガ

### タチアナ
タチアナは素敵な声を持ち、信心深く、4姉妹の中で最も優雅だった。芸術的な文字で手紙を書くのが好きだった。母親の性格や好みを良く理解しており、両親から雑用を頼まれた時もオリガとは違って不満を示さなかった。服、宝石、毛皮や香水は彼女にとって大きな関心事であり、魅力的に見える着こなしを意識していた。一方で学問や芸術には無関心だった。第一次世界大戦中は看護師として従軍して負傷した兵士達の手当てを行い、その献身的な姿と美しさから多くの負傷兵に愛された。

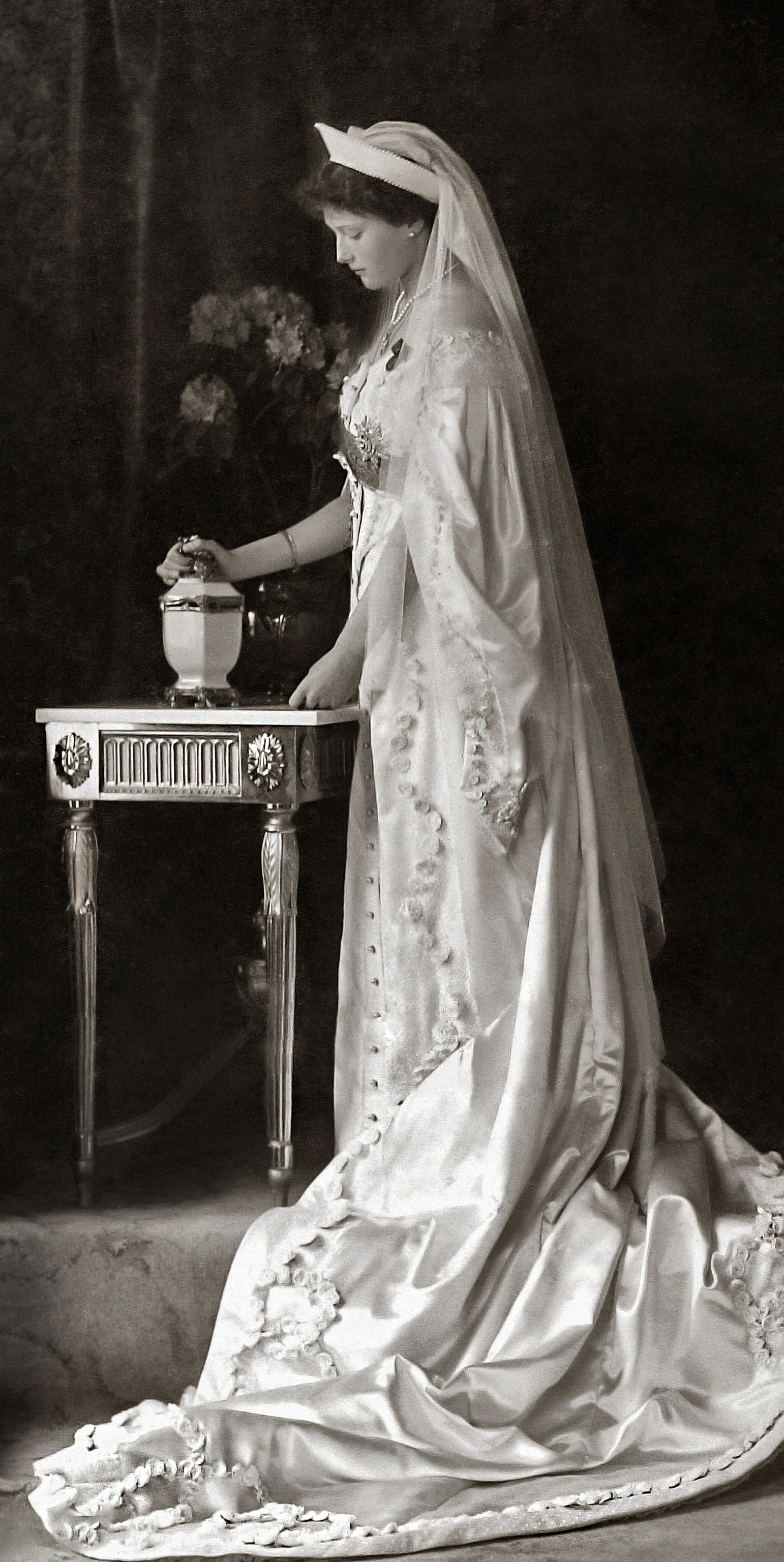
1913年、タチアナ

### マリア
マリアは怠け癖と空想癖があり、基本的に学問には無関心だったが、優秀な生徒であった。絵の才能があり、左利きだった。姉妹と比較してやや脂肪が付きやすい傾向があり、アレクサンドラは彼女の体重の増加を心配していた。思春期になるとそれは解消され、見事なまでの美しさに成長した。他の姉妹ほどの品格は持たなかったが、大胆で最も人当たりが良く、新しく出会った人にも直ぐに馴染んだ。よく姉のからかいの対象になり、アナスタシアは彼女の一番の親友になった。結婚して幸せな家庭を持つ事を夢見ていた。

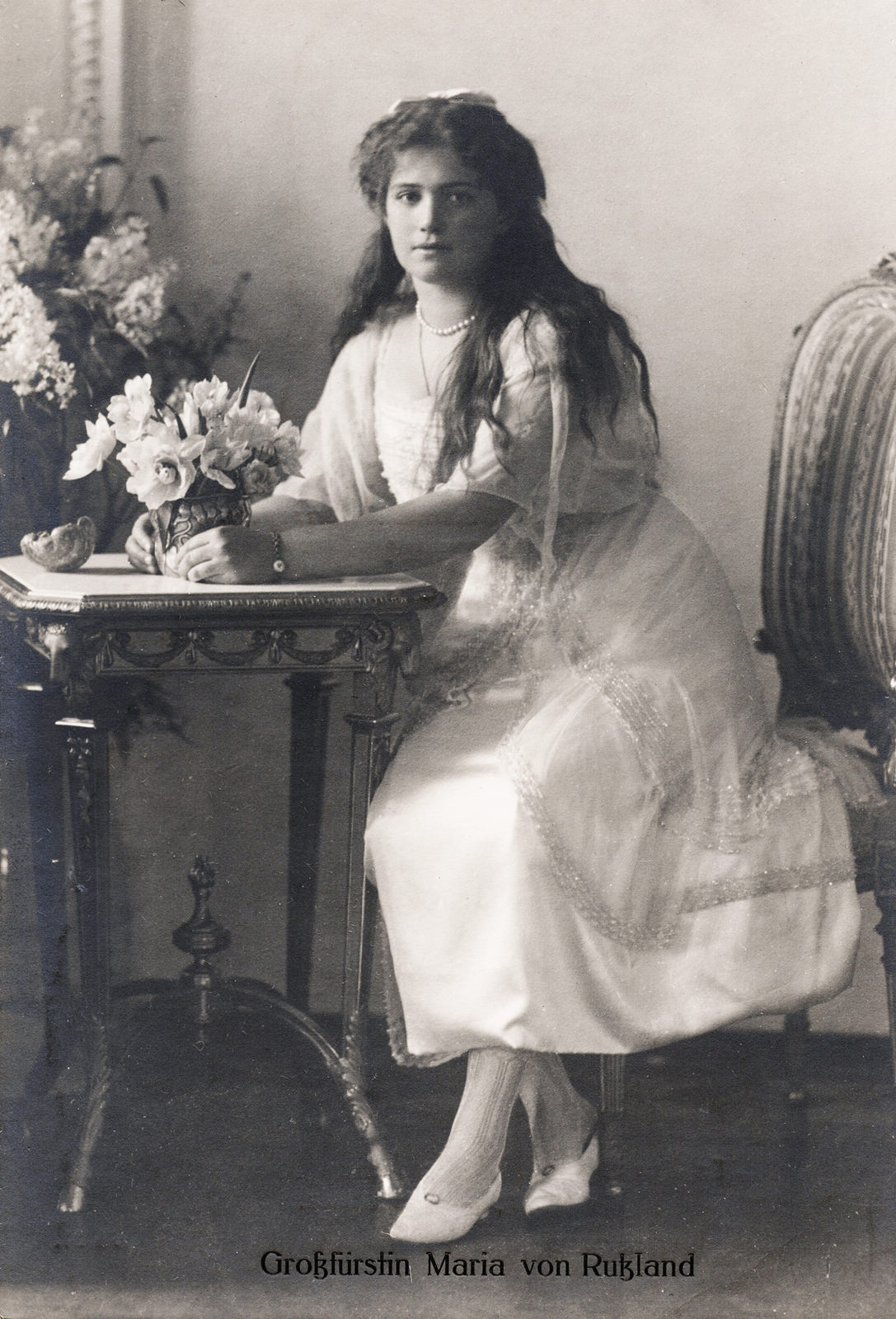
1914年、マリア

### アナスタシア
アナスタシアは第六感のようなものを使って弟のアレクセイと話さずとも意思を疎通出来ていたように見られ、2人は非常に仲が良かった。姉のマリアとの関係もそれに近かった。部屋には蓄音機が置かれており、2人は可能な限りの大音量で再生しながら踊るのが好きだった。学問においては4姉妹の中で飛び抜けて理解力が高かったが、直ぐに退屈して興味を失う傾向があった。彼女のユーモアで家族全員が大笑いした。

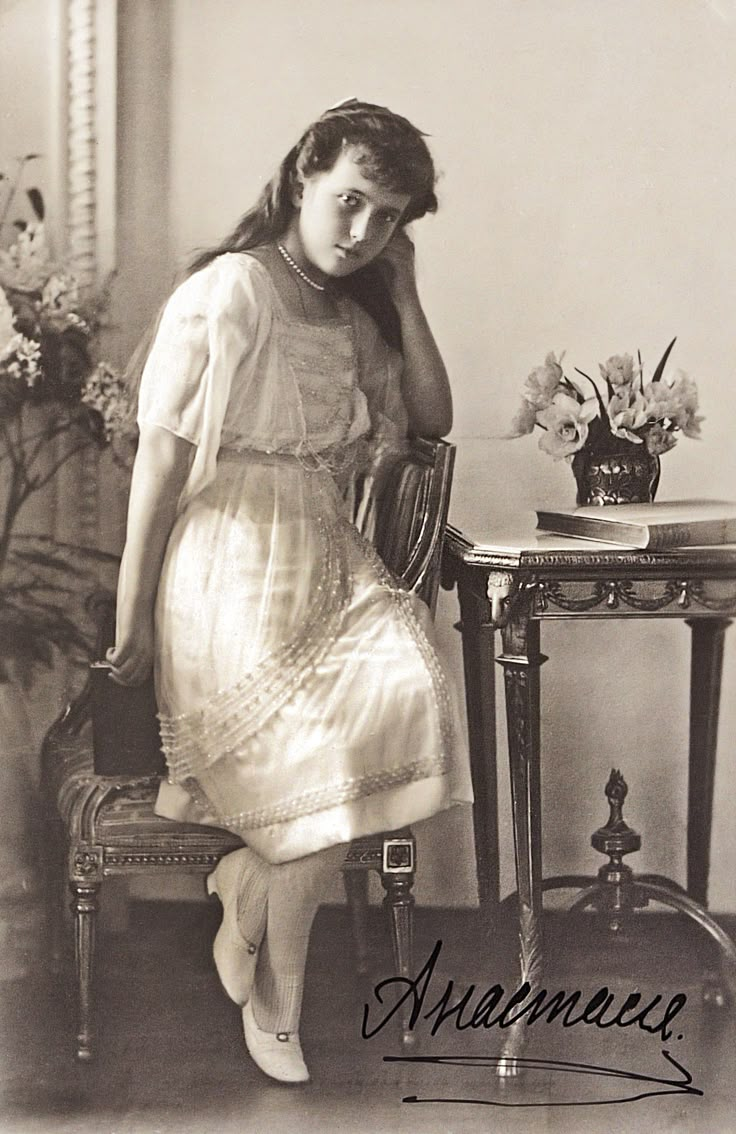
1914年、アナスタシア